# Iarte Adam
Iarte Adam é um ex-tenista brasileiro. Medalhista de bronze nos Jogos Pan-Americanos de 1963, em São Paulo nas duplas (em parceria com Thomaz Koch), ele foi ainda campeão brasileiro em 1964, sul-americano por equipes e vice-campeão mundial universitário.
É recordado no livro "O Tênis do Brasil, de Maria Esther Bueno a Gustavo Kuerten", onde os autores destacam sua importância para o tenis brasileiro.